# Paleocene-Eocene Thermal Maximum

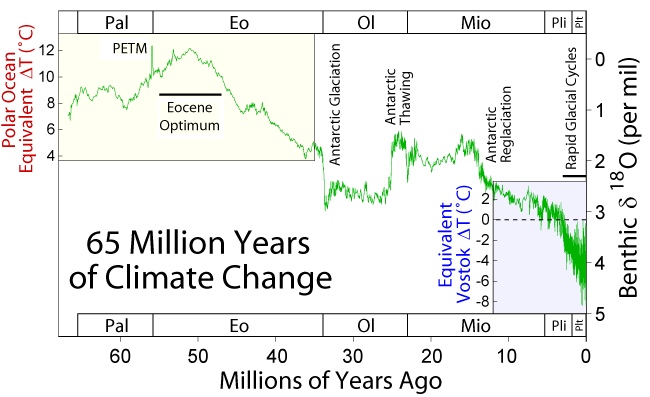
Klimaatverandering tijdens de laatste 65 miljoen jaar. Het PETM is te zien als een smalle piek in de grafiek. In deze dataset is de piek waarschijnlijk ongeveer tweemaal zo klein als in het echt vanwege het middelen van gegevens.

Het Paleocene-Eocene Thermal Maximum (PETM, Engels voor: temperatuursmaximum op de overgang Paleoceen-Eoceen), ook wel Eocene Thermal Maximum 1 (ETM1) is een grote, snelle en kortstondige wereldwijde klimaatverandering die 55,8 miljoen jaar geleden plaatsvond. De gemiddelde temperatuur op Aarde was tijdens de laatste miljoenen jaren van het Paleoceen gestegen en lag zo al hoger dan nu. Nadat de temperatuur een bepaalde drempelwaarde bereikt had, werden de gashydraten op de zeebodem instabiel, zodat grote hoeveelheden van het broeikasgas methaan in de atmosfeer terechtkwamen. Tijdens de PETM steeg daarom de gemiddelde temperatuur in 20.000 jaar nog eens met ongeveer zes graden.
De PETM wordt in verband gebracht met veranderingen in de atmosferische circulatie, het uitsterven van vele benthische foraminiferen in de diepzee en een belangrijke verandering in populaties zoogdieren op het land, die samen gaat met de opkomst van veel van de huidige ordes binnen de zoogdieren. Als gevolg van de opwarming van de oceanen steeg ook het eustatisch zeeniveau.

## Omstandigheden
Het PETM duurde ongeveer 20.000 jaar, en viel tijdens een ongeveer 6 miljoen jaar lange periode van opwarming. Deze warme periode zou later in het Eoceen haar hoogtepunt bereiken en wordt het Eocene Climatic Optimum (ECO) genoemd. In de loop van het ECO zou er een aantal keer een snelle, kortstondige opwarming plaatsvinden, het PETM is de belangrijkste van die gebeurtenissen. Een andere klimatologische uitschieter is het Elmo event (EMT2), dat later plaatsvond.
Tijdens het Eoceen verschilde de ligging van de continenten van de huidige situatie. De Landengte van Panama bestond nog niet, zodat er stroming mogelijk was tussen de Atlantische en de Grote Oceaan. In het zuiden was Straat Drake tussen Antarctica en Zuid-Amerika nog niet geopend zodat de Circum-Antarctische zeestroming, die nu zorgt voor het koude klimaat op Antarctica, nog niet bestond. Bovendien lag de concentratie kooldioxide in de atmosfeer veel hoger dan tegenwoordig, zodat het broeikaseffect veel sterker werkte. Er lagen tijdens het Eoceen dan ook geen grote ijskappen op Antarctica.
Tijdens het PETM kwam in korte tijd (1000 jaar) tussen 1500 en 2000 miljard ton koolstof in de oceanen en atmosfeer vrij. Dat is een snelheid die overeenkomt met de huidige snelheid waarmee de mens door verbranding van fossiele brandstoffen koolstofdioxide de atmosfeer in pompt.

## Tijdsduur
Vrijwel al het bewijs voor de PETM komt uit het onderzoek van boorkernen van sedimentaire lagen van deze ouderdom. Over ter wereld blijkt in deze kernen een synchrone afwijking in de verhouding tussen isotopen van koolstof gevonden. De δ13C-waarde is in de sedimentlaag die de overgang tussen het Paleoceen en het Eoceen vormt 2 tot 3 ‰ kleiner dan in de lagen er pal boven en onder. In terrestrische sedimenten, dus op het land, is de afwijking nog groter. De afwijking betekent, dat er gedurende korte periode grote hoeveelheden van de koolstof-isotoop 12C in de atmosfeer en oceaan belandden.
De tijdsduur van deze δ13C-anomalie is met twee methodes berekend. Ten eerste werd de tijdsduur bepaald door een enkele boorkern (690 van het Ocean Drilling Program) te dateren, waarbij werd aangenomen dat de snelheid van sedimentatie constant was. De andere methode steunt op de aanname dat de flux van 3He constant was. 3He is een isotoop van helium die over tijdschalen van duizenden jaren genomen met constante flux door de zonnewind wordt aangevoerd. Er zijn geen redenen om te veronderstellen dat er tijdens de PETM grote variaties in de zonnewind voorkwamen.
Beide methoden hebben hun nadelen, maar de resultaten komen op een aantal punten overeen. Beide methoden laten zien dat er twee stappen waren in de daling van δ13C, die beide ongeveer 1000 jaar duurden. Tussen deze twee stappen zit 20.000 jaar. Het grootste verschil tussen de twee methoden is de tijdsduur van het herstel. De eerste methode geeft 150.000 jaar, de tweede 30.000 jaar. Ander bewijs laat zien dat de δ13C-anomalie ongeveer 3000 jaar na het begin van de opwarming ligt.

## Mogelijke oorzaken en mechanismen
Het is niet zeker wat de PETM veroorzaakte. De temperatuur was aan het einde van het Paleoceen al wereldwijd aan het stijgen, wellicht is toen een bepaalde waarde overschreden. Daardoor werd een mechanisme in gang gezet waarmee de temperatuur opeens snel toenam. De belangrijkste aanwijzing over dit mechanisme komt van de δ13C-afwijking in de atmosfeer en oceanen. Door de samenstelling van koolstofisotopen van verschillende reservoirs te vergelijken kan bepaald worden waar de plotselinge toestroom van lichte koolstofisotopen in de oceanen en atmosfeer vandaan kwam. Daarvoor is de aanname nodig dat in het Paleoceen de reservoirs dezelfde samenstelling van koolstofisotopen vertoonden als nu, dit valt helaas moeilijk te bevestigen.
Na het PETM, later in het Eoceen, vonden vergelijkbare, hoewel kleinere en kortstondige opwarmingen plaats (zoals de Elmo event of ETM2). Het kan zijn dat deze klimaatsveranderingen zich met cyclische periode herhalen vanwege de Milanković-parameters (met name de cycli van 400.000 en 100.000 jaar). Door deze veranderingen in de excentriciteit van de aardbaan verandert de insolatie en dus de temperatuur van het aardoppervlak. Als de temperatuur hierdoor boven een bepaalde waarde komt, kan een mechanisme van positieve terugkoppeling geactiveerd worden.
Bij het modelleren van de opwarming van de oceanen is een goed begrip van de oceanische stroming noodzakelijk. Helaas is over de manier waarop oceaanstromingen veranderen nog weinig bekend. De huidige modellen laten zien dat warmte snel naar de ondiepe delen van het continentaal plat wordt afgevoerd, als het reliëf van de zeebodem gunstig is. De modellen slagen er echter niet in om de plaatselijke verdeling van de opwarming te verklaren die in boorkernen teruggevonden wordt.

### Vulkanisme
Kooldioxide afkomstig van vulkanisme kan de oorzaak zijn geweest van de δ13C-anomalie, maar dan moet ten minste 1500 miljard ton uit het binnenste van de Aarde in de atmosfeer zijn terechtgekomen tijdens de twee stappen van elk 1000 jaar. Dit is ongeveer 200 keer zo veel als de normale hoeveelheid vulkanisme tijdens het Paleoceen. Er is geen bewijs gevonden voor een plotselinge stijging in vulkanische activiteit, niet alleen voor het Paleoceen, maar voor geen enkel moment in de geschiedenis van de Aarde. Er was echter tijdens het einde van het paleoceen wel verhoogde vulkanische activiteit in het oosten van Groenland, hoewel dit niet de snelle stijging van de δ13C-waarden kan verklaren. Zelfs als het grootste deel van de 1500 miljard ton koolstof in één enkele gebeurtenis vrijkwam, zou verdere positieve terugkoppeling nodig zijn om de isotopenafwijking te verklaren.
Een mogelijkheid is, dat vulkanisme voor het vrijkomen van koolstof uit een ander reservoir zorgde. Als er magma binnendrong in koolstofrijke sedimentlagen, kan deze koolstof door ontgassing van methaan zijn vrijgekomen.

### Komeetinslag
Een andere mogelijkheid is dat een komeet op Aarde insloeg. Zelfs als er uitgegaan wordt van veel positieve terugkoppeling, zou ten minste 100 miljard ton extraterrestrische koolstof uit de komeet vrijgekomen moeten zijn. Bovendien zou er een inslagkrater gevormd moeten zijn. Als bewijs werd een negen meter dikke laag sediment met vreemde magnetische eigenschappen gegeven. Nader onderzoek liet echter zien dat de laag te langzaam gevormd was om het gevolg van een inslag te kunnen zijn. Het magnetisme kwam waarschijnlijk door bacteriële activiteit. Een ander argument voor een komeetinslag was een iridiumanomalie in Spanje, maar die is veel te klein voor de benodigde inslag.

### Verbranding van turf
Een verouderde hypothese is dat het verbranden van enorme hoeveelheden veen en turf voor de extra koolstof zorgde. Om de δ13C-afwijking te verklaren zou echter 90% van alle biomassa op Aarde hebben moeten verbranden, wat onwaarschijnlijk is. In feite groeiden er juist meer planten tijdens het PETM vanwege het warmere en nattere klimaat.

### Gashydraten
Geen van al deze mogelijke oorzaken lijkt op zichzelf een goede verklaring te geven voor de negatieve δ13C-afwijking. Eén of meerdere kunnen er echter voor gezorgd hebben dat de temperatuur een waarde bereikte die hoog genoeg was om een ander mechanisme in gang te zetten: het oplossen van gashydraten. Gashydraten zijn complexen van methaanmoleculen met water. Methaan wordt in de diepzee gevormd door micro-organismen in het sediment op de zeebodem. De watermoleculen vormen door middel van waterstofbruggen een soort kooi om een methaanmolecuul heen, en dit soort gashydraten op de zeebodem zijn een belangrijk reservoir voor koolstof. Als de temperatuur van het water stijgt, neemt de druk waarbij deze complexen stabiel zijn af, en als een bepaalde temperatuur bereikt wordt komt de methaan vrij in de oceaan en stijgt op naar de atmosfeer. Omdat biogene gashydraten een δ13C-waarde van -60‰ hebben (anorganische gashydraten hebben -40‰, nog steeds erg laag) kunnen relatief kleine hoeveelheden al voor grote veranderingen in δ13C zorgen. Omdat methaan een sterk broeikasgas is zorgt het vrijkomen ervan voor opwarming van het klimaat, waardoor het zeewater nog warmer wordt en er nog meer gashydraten oplossen. Het vrijkomen van gashydraten is daarom de meest voor de hand liggende verklaring voor het PETM.
Modellen laten zien dat het ongeveer 2300 jaar duurt voor een temperatuursverhoging van het water in het sediment op de oceaanbodem doordringt. Daarom moet in het geval de gashydraat-hypothese klopt de oceaan eerst iets zijn opgewarmd voor de δ13C-anomalie ontstond. Inderdaad is ontdekt dat de temperatuurstijging begon voor de afwijking in de koolstofisotopen. De temperatuurstijging komt in sommige kernen ongeveer 3000 jaar voor de afwijking van de koolstofisotopen, maar in andere kernen, vooral die uit de diepere zeeën, is dit verschil geheel niet terug te vinden.
In de fossielen van planktonische foraminiferen (foraminiferen die aan de oppervlakte leven, in de fotische zone van de oceaan) valt de verandering naar lichtere koolstofisotopen eerder dan in benthische foraminiferen (die in de diepere delen van de oceaan leven). Als gashydraten geleidelijk zouden zijn opgelost zou verwacht worden dat dit andersom was, omdat de methaan dan op grotere diepte zou oxideren. Men verklaart dit door
aan te nemen dat de gashydraten in korte tijd vrijkwamen. Als het vrijkomen van het methaan geleidelijk gebeurd was, zouden de benthische foraminiferen eerder een lichtere isotopensamenstelling krijgen. Omdat de planktonische foraminiferen eerder licht worden, betekent dit, dat het methaan zo snel vrijkwam dat onder in de waterkolom alle zuurstof opgebruikt werd voor oxidatie. Een gedeelte van het methaan moet de atmosfeer in ongeoxideerde staat bereikt hebben. Dit betekent dat alle methaan binnen 10.000 jaar moet zijn vrijgekomen.

## Gevolgen

### Klimaat
Bewijs voor de stijging van de gemiddelde temperatuur ter wereld is afkomstig van de magnesium/calcium verhouding en δ18O in (fossielen van) foraminiferen. Beide waarden zijn afhankelijk van de temperatuur van het zeewater (δ18O is in dit geval bruikbaar omdat er geen ijskappen waren in het Eoceen, die de waarde kunnen beïnvloeden), die weer afhangt van de temperatuur van de atmosfeer. De gegevens wijzen uit dat de temperatuur over de hele wereld gemiddeld steeg met ongeveer 6 graden over een tijdsduur van 20.000 jaar. Bij de poolgebieden zal de temperatuur gemiddeld tussen de 10 en 20°C hebben gelegen. Het oppervlaktewater van de Arctische Oceaan boven de Lomonosovrug (tegenwoordig op 87°N) was warm genoeg voor tropische levensvormen, zoals de dinoflagellaat Apectodinium augustum. Voor deze soort is water van meer dan 22 °C nodig.
Behalve veel warmer was het klimaat tijdens het PETM ook relatief natter, vanwege de grotere verdamping die met de hogere temperatuur gepaard gaat. Analyse van deuterium (δD of δ2H) laat zien, dat er veel meer vocht van de tropen naar de poolgebieden werd vervoerd. Het gevolg was dat de Arctische Oceaan, die geïsoleerder lag dan tegenwoordig, door de grotere hoeveelheid neerslag een bovenlaag van water met een lage saliniteit had.

### Zeeniveau
Hoewel er geen ijskappen waren op de polen in het Eoceen die af konden smelten, leidde een temperatuurstijging toch tot een stijging van het zeeniveau vanwege de thermische uitzetting van zeewater. Bewijs hiervoor is gevonden in veranderingen van de palynomorfe samenstelling in boorkernen uit de Arctische Oceaan, waarin een afname van terrestrisch organisch materiaal ten opzichte van marien organisch materiaal gevonden is tijdens de PETM.

### Oceanen
Aan het begin van het PETM vonden gedurende 5000 jaar overal ter wereld belangrijke veranderingen plaats in de ligging van de zeestromen. Zo stroomde het diepe water van de Atlantische Oceaan van noord naar zuid in plaats van zuid naar noord, zoals gewoonlijk. Deze omkering van belangrijke zeestromen hield 40.000 jaar lang stand, om daarna weer naar de normale situatie terug te keren. Gevolg van de tijdelijke omkering was, dat warm water naar de diepere delen van de oceanen gebracht werd, wat voor meer opwarming van het klimaat zorgde.
De lysocline, de diepte waarop carbonaat oplost in oceaanwater, ligt tegenwoordig op 4 km diepte, wat ongeveer overeenkomt met de gemiddelde diepte van de oceaanbodem. De ligging van de lysocline hangt onder andere af van de temperatuur en de hoeveelheid CO2 die in het zeewater is opgelost. Als er meer CO2 vrijkomt, zal de lysocline eerst minder diep komen te liggen waardoor in de diepzee veel carbonaat oplost. Deze verzuring van het diepzeewater wordt teruggevonden in boorkernen. Als de kern niet verstoord is door bioturbatie valt tijdens de PETM een abrupte verandering van grijze carbonaathoudende modder naar rode klei te zien, gevolgd door een geleidelijke overgang terug naar grijs. Deze verandering is in de Noord-Atlantische kernen duidelijker dan elders, wat moet betekenen dat de lysocline hier hoger steeg. In delen van de zuidoostelijke Atlantische Oceaan steeg de lysocline 2 km in een paar duizend jaar.
In grote delen van de oceanen, vooral in de noordelijke Atlantische Oceaan, komt in de kernen tijdens het PETM geen bioturbatie voor. De reden kan zijn dat de diepzee anoxisch was tijdens het PETM, of doordat de gravende organismen de temperatuursverandering van het water niet overleefden. De afwezigheid van bioturbatie is overigens niet in alle kernen teruggevonden.

### Leven
Tijdens de PETM vond een massa-extinctie plaats van 35-50% van alle benthische (in diepwater levende) foraminiferen gedurende een periode van ongeveer 1000 jaar. Dit was voor deze groep een grotere extinctie dan tijdens de Krijt-Paleogeen-overgang. Tegelijkertijd diversificeerden soorten planktonische (in ondiep water levende) foraminiferen en dinoflagellaten zich juist. Op het land radieerden tegelijkertijd de zoogdieren.
Veel van de extincties in de diepzee zijn regionaal, vooral de noordelijke Atlantische Oceaan werd hard getroffen. De massa-extinctie in de noordelijke Atlantische Oceaan kan het gevolg zijn geweest van de verandering in zeestromen, waardoor het diepe water anoxisch werd of het vrijkomen en oxideren van grote hoeveelheden methaan in het oceaanwater als gevolg van oplossing van gashydraten.
In ondiepe zeeën zorgt een hogere concentratie CO2 voor een lagere pH (het water verzuurt). Dit is schadelijk voor koralen en bepaalde soorten plankton die hun skelet uit calciet opbouwen. Sommige andere soorten kalkhoudende plankton, zoals de coccolithofoor Emiliania huxleyi, gedijen juist beter in zuurder water
Voor de radiatie binnen de zoogdieren tijdens het PETM is nog geen duidelijke verklaring gevonden. De hogere concentratie CO2 in de atmosfeer kan tot verdwerging leiden, wat wellicht een versnelling van de speciatie heeft veroorzaakt. Veel ordes binnen de zoogdieren verschenen rond de overgang tussen het Paleoceen en Eoceen en verspreidden zich in de 13.000 tot 22.000 jaar na de PETM over de wereld.

## Herstel
Uit de δ13C-waarden uit boorkernen blijkt dat het klimaat een periode van 150.000 tot 30.000 jaar nodig had zich te herstellen. Dit is relatief snel ten opzichte van de (huidige) residentietijd van koolstof in de atmosfeer (100.000 tot 200.000 jaar). Er moet een mechanisme van terugkoppeling zijn waardoor de situatie zich zo snel kon herstellen.
De meest aannemelijke manier waarop de extra kooldioxide weer uit de atmosfeer verdween is een toename van de fotosynthese. In het warmere klimaat en door de hoge concentratie CO2 groeiden meer planten en algen die de koolstof in de vorm van organisch materiaal terug brachten naar de zeebodem. Het warme en natte klimaat zorgde ook voor een grotere erosiesnelheid waardoor meer voedingsstoffen de zee in spoelden. Bewijs voor een hogere biologische activiteit is gevonden in de vorm van biogeen barium.